# Мигове (филм, 1978)
Вижте пояснителната страница за други значения на Мигове.
„Мигове“ е български игрален филм (трилър) от 1978 година, по сценарий и режисура на Тодор Благоев. Оператор е Тодор Благоев. Музиката във филма е композирана от Румен Балиосов, Симо Лазаров.

## Актьорски състав
Роли във филма изпълняват актьорите:
- Красимира Колданова – Танцьорка
- Бисер Деланов – Танцьор
- Евгения Кръстева – Танцьорка
- Маргарита Димитрова – Танцьорка
- Пвалина Целева – Танцьорка
- Владимир Гуниколов – Танцьор
- Марияна Денева – Танцьорка
- Петър Колдамов – Танцьор
- Цанка Сиракова – Танцьорка
- Иванка Йотова – Танцьорка
- Илияна Тасева – Танцьорка
- Мадлен Николова – Танцьорка